# Damon sylviae
Espèce
Damon sylviae est une espèce d'amblypyges de la famille des Phrynichidae.

## Distribution
Cette espèce est endémique de Namibie.

## Description
Le mâle holotype mesure 19 mm et la femelle paratype 20 mm.

## Étymologie
Cette espèce est nommée en l'honneur de Sylvia Weygoldt.

## Publication originale
- Prendini, Weygoldt & Wheeler, 2005 : Systematics of the Damon variegatus group of African whip spiders (Chelicerata: Amblypygi): Evidence from behaviour, morphology and DNA. Organisms Diversity & Evolution, vol. 5, n. 3, p. 203-236 (texte intégral).